# Cardiospermum anomalum
Cardiospermum anomalum är en kinesträdsväxtart som beskrevs av Jacques Cambessèdes. Cardiospermum anomalum ingår i släktet ballongrankor, och familjen kinesträdsväxter. Inga underarter finns listade i Catalogue of Life.